# 蛋白质构象病

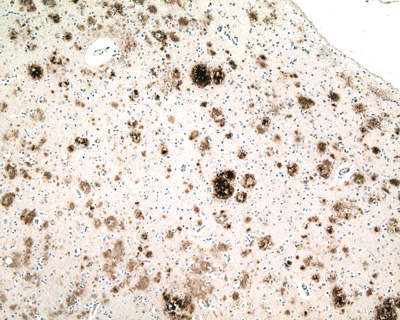
经Aβ（棕色）抗体染色的阿尔茨海默病患者大脑皮质切片的显微照相，该蛋白片段在老年斑和脑淀粉样血管病中积聚。10倍显微镜物镜。

在医学上，蛋白质构象病（英語：proteopathy）是指某些蛋白质的结构变得异常，从而破坏身体细胞、组织和器官的功能的疾病。  通常这些蛋白质无法折叠成它们本来的正常结构；当处于这种错误折叠的状态时，它们在某种程度上可能变得有毒（毒性作用增强）或失去它们正常的功能。  蛋白质构象病（又称蛋白质错误折叠病）包括如克雅二氏病和其他朊毒体疾病、阿尔茨海默病、帕金森病、淀粉样变和一系列其他的疾病。
蛋白质构象病的概念可以追溯到19世纪中叶。1854年，鲁道夫·菲尔绍提出使用淀粉样蛋白（“淀粉样”）这个术语来描述大脑中的一种叫做淀粉样小体的物质。这种物质表现出类似于纤维素的化学反应。1859年，尼古拉斯·弗里德里希和凯库勒证明了“淀粉样蛋白”实际上富含大量蛋白质，而不是纤维素组成的。  随后的研究表明，许多不同的蛋白质都可以形成淀粉样蛋白，并且所有的淀粉样蛋白质在经刚果红染色后的交叉偏振光中都有共同的双折射；当用电子显微镜观察时会出现一个纤维状的亚显微结构。 然而，一些蛋白质病变没有双折射现象，它们包含很少甚至没有像阿尔茨海默病患病者脑中弥漫性沉积的Aβ蛋白那样典型的淀粉样纤维。  此外有证据表明，小的非纤维状蛋白质聚集体（低聚物）对受影响器官的细胞来说是有毒的，而纤维状淀粉样蛋白相对而言是良性的。

## 病理生理学
大多数情况下，如果不是所有的蛋白质病变，三维折叠（构象）的变化都会增加特定蛋白质与其自身结合的趋势。  在这种聚集形式下，蛋白质对清除有抗性，并且可能干扰受影响器官的正常功能。在通常情况下，蛋白质错误折叠会导致其丧失常规功能。例如，囊肿性纤维化是由有缺陷的囊肿性纤维化跨膜传导调节因子（CFTR）蛋白引起的。  而在肌萎缩侧索硬化/额颞叶变性（FTLD）中，某些基因调节蛋白不适当地聚集在细胞质中，无法在核内执行其正常任务。  蛋白质有一个称为多肽骨架的共同的结构特征，所以所有蛋白质在某些情况下都可能发生错误折叠。  然而，只有少量蛋白质错误折叠与蛋白质构象病有关。这可能是由于蛋白质自身脆弱的结构特质。例如，通常作为单体（即单一的、未结合的蛋白质分子）展开或相对不稳定的蛋白质更容易错误折叠导致构象异常。  几乎在所有情况下，致病分子构型都涉及蛋白质的β折叠二级结构的增加。  一些蛋白质构象病中的异常蛋白已被证明可折叠成多个三维形状；这些变体蛋白质结构由其不同的致病性、生物化学性质和构象特性来定义。  目前已经对被称为蛋白质菌株的朊毒体疾病进行了相当深入的研究。